# Katie Price
Katie Price, all'anagrafe Katrina Amy Alexandra Alexis, nota anche con lo pseudonimo di Jordan (Brighton, 22 maggio 1978), è un personaggio televisivo, scrittrice, modella e cantante britannica.

## Biografia
Salita alla ribalta mediatica nel 1996 per il suo lavoro di modella e le sue apparizioni nei tabloid britannici The Sun e The Daily Star, è apparsa nella terza stagione del programma I'm a Celebrity... Get Me Out of Here! nel 2004. È stata la vincitrice della quindicesima stagione di Celebrity Big Brother ed è arrivata seconda alle selezioni britanniche per l'Eurovision Song Contest nel 2005 ed è tra le celebrità britanniche ad essere entrata nella lista degli autori di best sellers nel Regno Unito.

## Opere letterarie

### Autobiografie
- Being Jordan (2004)
- A Whole New World (2006)
- Pushed to the Limit (2008)
- You Only Live Once (2010)
- Love, Lipstick and Lies (2013)
- Reborn (2016)

### Romanzi
- Angel (2006)
- Crystal (2007)
- Angel Uncovered (2008)
- Sapphire (2009)
- Paradise (2010)
- The Comeback Girl (2011)
- Santa Baby (2011)
- In the Name of Love (2012)
- Hes the One (2013)
- Make my wish come true (2014)
- Playing with fire (2018)

## Filmografia
- Dream Team - serie TV, episodio 6x23 (2003)
- Footballers' Wives - serie TV, episodio 3x4 (2004)
- Sharknado 5: Global Swarming, regia di Anthony C. Ferrante - film TV (2017)

## Televisione
- I'm a Celebrity... Get Me Out of Here! (2004)
- Celebrity Big Brother (2015)

## Discografia

### Album in studio
- 2006 – A Whole New World (con Peter Andre)

### Singoli
- 2006 – A Whole New World
- 2010 – Free to Love Again
- 2017 – I Got U
- 2019 – Hurricane (con Rick Live)